# Хаят Ахмед
Хаят Ахмед Мохамед (на английски: Hayat Ahmed Mohammed) е етиопски модел, претендентка за титлата Мис Свят 2003 от Етиопия. Хаят насърчава използването на презервативи, като ги раздава на всеки клиент в собственото си кафене в столицата Адис Абеба.